# Geschiedenis van Aruba

## Oorspronkelijke bevolking

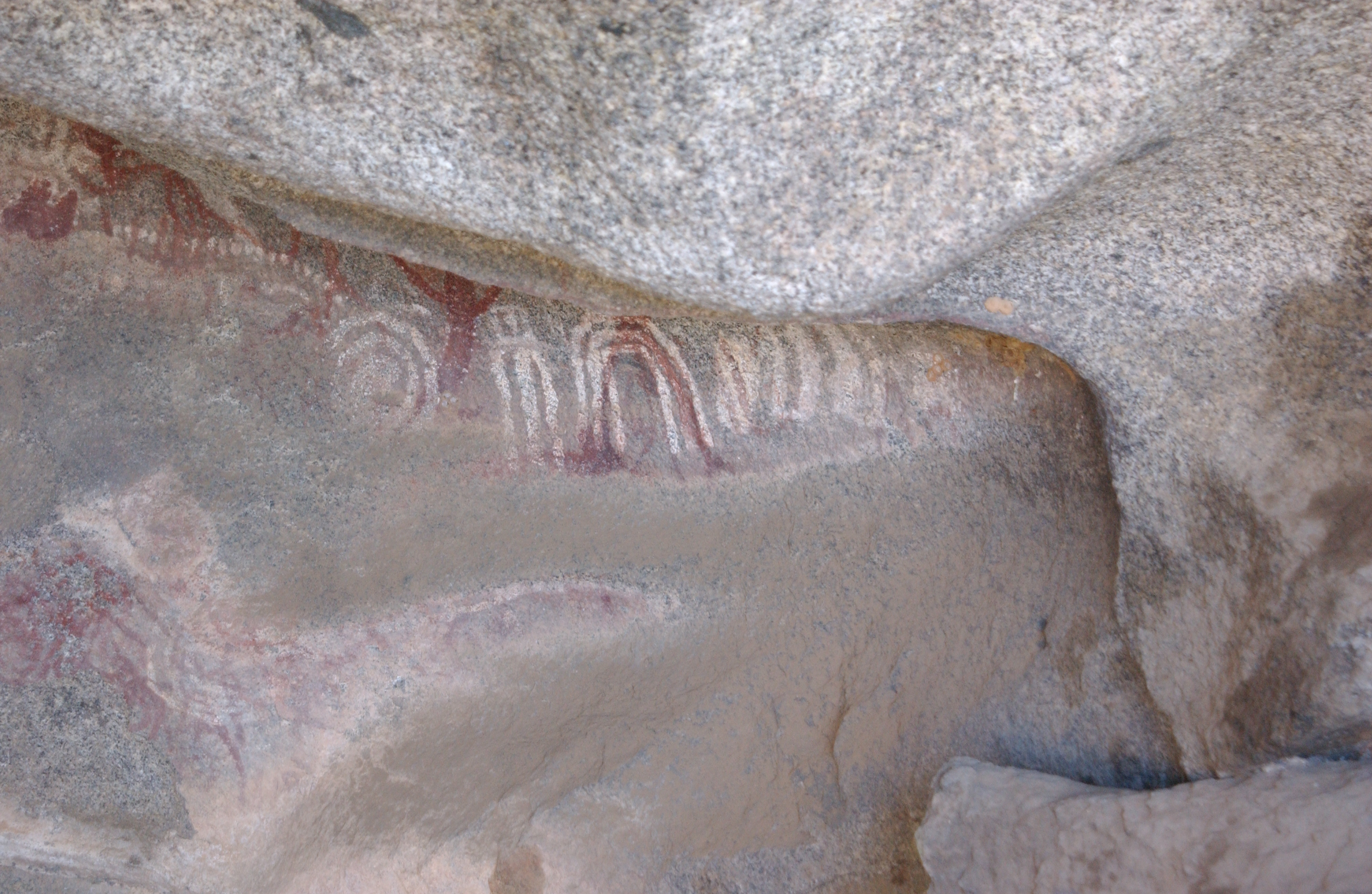
Arawak petrogliefen in de Ayo Rotsen

De geschiedenis van Aruba begint met de bewoning van de Caquetio-inheemsen, een stam van de Arowakken, vanuit Venezuela, om te ontkomen aan aanvallen door de Cariben. Resten van de vroegste bewoning op Aruba dateren van ongeveer 1000. Door de afgelegen ligging ten opzichte van andere Caribische eilanden en de sterke stroming, bleven de Caquetios meer gebonden aan Zuid-Amerika dan aan de Caraïben.
Aan het eind van de 15e eeuw werd het gebied bezocht door Spaanse ontdekkingsreizigers. Aangenomen wordt dat Alonso de Ojeda het eiland als eerste bezocht in 1499. Net als Amerigo Vespucci beschreef Alonso de Ojeda Aruba als een 'eiland van reuzen', vanwege de verhoudingsgewijs grote lengte van de inheemse bewoners. Hoewel hij een kolonie stichtte, was deze beperkt in opzet. In tegenstelling tot op veel andere Caribische eilanden ontstond er geen plantagecultuur op Aruba. De Spanjaarden stuurden veel Caquetios naar Hispaniola waar ze als slaven te werk werden gesteld in de mijnen. Volgens Nederlandse registers stierf in Aruba de laatste authentieke Arubaan rond 1862. Echter, blijven tot heden Caquetio gelaatstrekken herkenbaar bij veel inheemse Arubanen. In 2003 toonde een mitochondriaal-DNA-analyse aan dat indiaanse DNA nog steeds aanwezig is onder de Arubaanse bevolking.

## Nederlands gezag
In 1636 werd Aruba overgenomen door de Nederlanders en bleef onder Nederlands gezag tot op heden, afgezien van een periode tussen 1805 en 1816 toen de Britten het gezag overnamen tijdens de napoleontische oorlogen.
Aruba kende zwarte en inheemse slavernij, zij het niet in majeure aantallen. In juni 1795, nog vóór dat de Curaçaose slavenopstand uitbrak, verzetten de mestiezen in het dorp Noord zich tegen het machtsmisbruik door hun kapitein. In de nasleep daarvan protesteerden ook Aruba’s zwarte slaafgemaakten tegen het voortduren van de slavernij. Hun voorman Thico werd opgepakt en op Curaçao gevangen gezet.
In 1824 werd bij Bushiribana goud gevonden. De hierop volgende goudkoorts werd gevolgd door welvaart die gebracht werd door de komst van een olieterminal voor de overslag van ruwe olie in 1924 en in 1928 de opening van een olieraffinaderij. Dit was de Lago Oil & Transport Co. Ltd., een dochteronderneming van Standard Oil of New Jersey. De Lago-raffinaderij bevond zich aan de oostzijde van het eiland, terwijl Royal Dutch Shell de Eagle Refinery aan de westzijde zat, die kort na de Tweede Wereldoorlog werd gesloten.

## Autonomie
In 1944 had de regering in Londen bij monde van koningin Wilhelmina de koloniën zelfbestuur beloofd, en in maart 1948 werd in Den Haag een rondetafelconferentie gehouden om hieraan invulling te geven. Bij de opening op 18 maart door koningin Juliana bood "Shon" Eman (Cornelis Albert Eman, 1916-1967) hare majesteit namens ruim tweeduizend Arubanen een petitie aan die vroeg om zelfbestuur voor het eiland. Toch werd Aruba door Nederland gedwongen te participeren in de op te richten Nederlandse Antillen, waarin het grootste eiland, Curaçao, de eerste viool zou spelen. In het eilandbestuur was echter de Arubaanse Volkspartij (AVP) baas in eigen huis, tot in 1971 de Movimiento Electoral di Pueblo (MEP) zich afscheidde.
De laatste decennia van de 20e eeuw zagen een enorme toename van de toeristenindustrie, wat de belangrijkste economische pijler werd toen de olieraffinaderij in 1985 tijdelijk werd gesloten. Door het toerisme is er een lage werkloosheid op Aruba.
Op 1 januari 1986 scheidde Aruba zich af van de overige Nederlandse Antillen en werd een autonoom land binnen het Koninkrijk der Nederlanden (status aparte).